# 單核苷酸多態性

图示群体中的 DNA 序列变异。单核苷酸多态性（SNP）只是基因组中单个核苷酸的差异。图上方DNA分子与图下方DNA分子在单个碱基对的位点上存在差异（此图为“G/A 多态性”）。

單核苷酸多態性（single-nucleotide polymorphism，SNP，讀作/snɪp/）是在同一物种不同个体的基因组DNA中的等位序列上，因同一特定位点的单个核苷酸变异所引起的DNA序列多态性。SNP通常特指生殖细胞系的单核苷酸置换变异（germline substitution），此变异可通过遗传传递给后代，并成为群体中稳定的遗传多态性。
單核苷酸多態性（SNP）是DNA序列中单个核苷酸的置换导致的、且分布于种群中相当一部分个体（如：1%以上）中的基因多样性。此单个核苷酸置换包括转换（transition）、颠换（transversion）、缺失（deletion）和插入（insertion）等机制。例如，对于某种生物，同一位置基因组片段一部分为AAGCCTA，另一部分为AAGCTTA，则认为此处存在SNP、两种基因型属于等位基因。
几乎所有常见的SNP位点只有两个等位基因。单核苷酸态性（SNP）位点的分布是均匀的，在非编码区比在编码区更常见。一般来说，自然选择倾向于保留最益于遗传适应性的SNP位点。其他因素，如基因重组和突变率也可判断SNP位点的密度。
SNP的密度可以通过微卫星DNA进行预测。AT微卫星是SNP密度有效的检测方式，在SNP显著降低及较低GC含量的区域，AT出现大片重复。
在一个种群中，SNP可以以次要等位基因频率的形式体现，即那些等位基因频率很低的基因座。SNP等位基因的频率在不同人群中具有差异性，因此，常见于某地区或民族的SNP等位基因在其他的地区或民族则可能很少见。
DNA指纹图谱是指个体间的遗传变异（尤其是在基因组的非编码区），常被用于法医学。同时，这些遗传变异也构成了人体对疾病易感性的差异，以及疾病的严重程度及治疗效果的差异。例如，载脂蛋白E（APOE）的单碱基突变与阿尔兹海默病发生低风险相关。
人类遗传基因的各种差异，90%可归因于SNP引起的基因变异。在人类基因组中，每隔100至300个碱基就会存在一处SNP位点。每3个SNP位点中有2个会是胞嘧啶（C）和胸腺嘧啶（T）的相互转变。

## 类型
SNP根据其在基因中的位置，可以分为基因编码区、基因非编码区、基因间隔区（基因之间的区域）。由于基因序列的简并性，含有编码序列的SNP不一定会改变蛋白質的氨基酸序列。
编码区的SNP有两种类型:同义和非同义。同义SNP并不影响蛋白质序列，而非同义SNP则会改变蛋白质的氨基酸序列。
不在蛋白质编码区的SNP仍可能影响基因剪接、转录因子结合、信使RNA降解或非编码区的RNA序列。受到这种SNP影响的基因表达被称为单核苷酸多态性表达（ESNP），可能发生在此基因的上游或下游。
SNP可能分布于编码基因段或非编码基因段。由于存在冗余基因序列，编码段中的SNP不一定会影响蛋白质中的氨基酸序列。

## 利用及重要性
人类DNA序列的变化可以影响人类疾病的发展和对病原体、化学品、药品、疫苗等的机体反应。SNP也是个性化医疗的关键。然而，在生物医学中最重要的是在全基因组关联研究中比较同类基因组的不同区域。
SNP的研究在农作物和家畜育种项目中也很重要。识别SNP各种方法的详细信息，请参阅单核苷酸多态性基因分型。
SNP通常是双等位基因，因此容易检测分析。单个的SNP可能导致孟德尔疾病。对于骨质疏松症这种更复杂的疾病，一个位点的SNP通常不能单独起作用，而是与其他位点的SNP相互作用而表现出病情。 
截至2012年6月26日，单核苷酸多态性数据库（dbSNP）已列出人类的53,558,214个SNP位点。 SNP位点已被用于全基因组关联研究（GWAS），例如，基因图谱中的高分辨率标记与疾病或正常的特征有关。SNP的知识将有助于了解药物的代谢动力学（PK）或药效动力学，即在不同的遗传变异个体中药物是如何发挥作用的。SNP可能会导致广泛的人类疾病，如癌症、传染性疾病（艾滋病，麻风病，肝炎等）、自體免疫性疾病、神经精神性疾病、镰状细胞贫血、β地中海贫血症及囊性纤维化等。与不同SNP相关的疾病将可能成为药物治疗的主要基因组目标。 某些SNP与不同药物的代谢有关。因其世代中的数量及稳定遗传，对表型没有影响的SNP在全基因组关联研究（GWAS）中也仍然有用。 

## 举例
- rs6311和rs6313是人类13号染色体上HTR2A基因的单核苷酸多态性。
- F5基因的单核苷酸多态性导致血液高凝状态失调的基因突变。
- rs3091244是人类1号染色体的CRP基因上的三等位基因的单核苷酸多态性。 [21]
- TAS2R38为品尝能力的遗传密码，包含6个标注的单核苷酸多态性位点。[22]
- FCN1基因rs148649884和rs138055828编码可削弱重组M-ficolin配体的结合能力。 [23]

## 数据库
生物信息学数据库用于对SNP相关研究的检索。单核苷酸多态性数据库（dbSNP）信息来自生物技术信息中心 （NCBI）。以下列出一些常用SNP相关的数据库：
| 数据库或工作组名称                         | 主要特点                                                            |
| ------------------------------------------ | ------------------------------------------------------------------- |
| SNPedia（页面存档备份，存于）              | 维基风格的数据库，可用于支持人类基因组注释，解释和分析              |
| OMIM数据库（页面存档备份，存于）           | 描述多态性与疾病之间的关联（例如以文本形式给出疾病）                |
| 人类基因突变数据库（页面存档备份，存于）   | 提供人类遗传性疾病和功能性SNP的基因突变                             |
| 全基因組關聯分析中心（页面存档备份，存于） | 允许用户查看目前单个或多个全基因组关联研究（GWAS）的大体水平        |
| 国际SNP图谱工作组                          | 通过校对嵌入的较大克隆体的基因组序列绘制出基因库中每个SNP的周围序列 |
| 国际人类基因组单体图谱计划                 | 在每个项目中研究能识别标记的SNP用于确定单倍体的采集                 |

## 命名
SNP的命名可能容易混淆：单个的SNP可能有几种表现形式，并且尚未达成共识。其中一种SNP的书写形式是采用前缀，以及周期和“大于”符号来表示野生型和改变后的核苷酸或氨基酸，如c.76A>T。如上文所示，通常采用核苷酸多态性数据库的rs号来表示。

## SNP分析
用于发现新SNP及检测已知SNP的分析方法包括：
- DNA测序[28]
- 毛细管电泳[29]
- 质谱法[30]
- 单链构象多态性（SSCP）
- 电化学分析
- 变性高效液相色譜(HPLC)与凝胶电泳
- 限制性片段长度多态性
- 杂交分析

## 单核苷酸多态性模拟及標籤單核苷酸多態性 (tag SNP) 免費工具：
- GWAsimulator
- PLINK（模块）

標籤單核苷酸多態性(SNP)表示基因組中具有高的連鎖不平衡的區域中具有代表性的單核苷酸多態性（tag SNP）。它可以識別遺傳變異和關聯的表型基因分型，而無需在染色體區域每個SNP進行基因分型，這減少了與疾病相關的基因組分型（genotyping）的費用和時間，因為它不需要研究每一個個體的SNP。國際HapMap計劃其中一個應用是由人類基因組圖譜，獲得標籤SNP信息，從而減少了遺傳研究的基因組分型的費用和時間。
Tagger是一種可用於評估基因型數據和選擇標籤單核苷酸多態性 (tag SNP) 的工具，可用於如國際HapMap項目的資料。它是由保羅·德·巴克(Paul de Bakker)在馬薩諸塞州醫院(Massachusetts General Hospital)人類遺傳研究中心和哈佛醫學院Broad研究院的大衛阿特舒勒和馬克 - 達利在中心(Labs of David Altshuler and Mark Daly)的實驗室開發。
CLUSTAG 和 WCLUSTAG 是免費軟件，包含集群和覆蓋算法（cluster and set-cover algorithms）來獲得一組標籤單核苷酸多態性(tag SNP)位點，用來代表一個染色體區域所有已知的單核苷酸多態性(SNP)。該程序用Java實現，並且可以在Windows平台和Unix環境中運行。它們是由區小勇(SIO IONG AO)等人在香港大學開發的。

## 外部連結
- （英文）NCBI dbSNP（页面存档备份，存于）
- （英文）单核苷酸多态性简介[永久]
- 单核苷酸多态性(single nucleotide polymorphism，SNP)（页面存档备份，存于）